# Srdjan Luchin
Srdjan Luchin (ur. 4 marca 1986 w Timișoarze) – rumuński piłkarz pochodzenia serbskiego grający na pozycji prawego lub środkowego obrońcy w rumuńskim klubie Viitorul Konstanca.

## Kariera klubowa
Swoją karierę piłkarską Luchin rozpoczynał w klubie Olimpia Satu Mare. W latach 2004–2006 grał w nim w trzeciej lidze rumuńskiej. Następnie odszedł do Politehniki Timișoara. 4 marca 2007 zadebiutował w niej w pierwszej lidze rumuńskiej w zremisowanym 1:1 domowym meczu z Dinamem Bukareszt. W sezonach 2008/2009 i 2010/2011 wywalczył z Politehniką dwa wicemistrzostwa kraju.
Latem 2011 Luchin przeszedł do Dinama Bukareszt. W nowym zespole swój debiut zanotował 11 września 2011 w przegranym 1:3 domowym meczu z FC Vaslui. W sezonie 2011/2012 zdobył z Dinamem Puchar Rumunii, a latem 2012 - Superpuchar Rumunii.
W sezonie 2013/2014 Luchin grał w Botewie Płowdiw. W 2014 przeszedł do Steauy Bukareszt. W sezonie 2015/2016 grał w ACS Poli Timișoara, a w sezonie 2016/2017 – w Lewskim Sofia. W 2017 trafił do CFR 1907 Cluj. 28 czerwca 2018 podpisał kontrakt z rumuńskim klubem Viitorul Konstanca.
| Sezon   | Klub                     | Kraj     | Rozgrywki | Mecze | Bramki |
| ------- | ------------------------ | -------- | --------- | ----- | ------ |
| 2004/05 | Olimpia Satu Mare        | Rumunia  | Liga III  | 6     | 0      |
| 2005/06 | Olimpia Satu Mare        | Rumunia  | Liga III  | 3     | 0      |
| 2006/07 | Politehnica Timișoara    | Rumunia  | Liga I    | 2     | 0      |
| 2006/07 | Politehnica II Timișoara | Rumunia  | Liga II   | 24    | 2      |
| 2007/08 | Politehnica Timișoara    | Rumunia  | Liga I    | 15    | 1      |
| 2008/09 | FC Timișoara             | Rumunia  | Liga I    | 23    | 1      |
| 2009/10 | FC Timișoara             | Rumunia  | Liga I    | 19    | 1      |
| 2010/11 | FC Timișoara             | Rumunia  | Liga I    | 27    | 2      |
| 2011/12 | FC Timișoara             | Rumunia  | Liga II   | 2     | 0      |
| 2011/12 | Dinamo Bukareszt         | Rumunia  | Liga I    | 24    | 0      |
| 2012/13 | Dinamo Bukareszt         | Rumunia  | Liga I    | 29    | 1      |
| 2013/14 | Botew Płowdiw            | Bułgaria | A PFG     | 29    | 1      |
| 2014/15 | Steaua Bukareszt         | Rumunia  | Liga I    | 9     | 0      |
| 2015/16 | ACS Poli Timișoara       | Rumunia  | Liga I    | 17    | 3      |
| 2015/16 | Lewski Sofia             | Bułgaria | A PFG     | 11    | 0      |
| 2016/17 | Lewski Sofia             | Bułgaria | A PFG     | 12    | 0      |
| 2017/18 | CFR 1907 Cluj            | Rumunia  | Liga I    |       |        |

## Kariera reprezentacyjna
W swojej karierze Luchin rozegrał 4 mecze w reprezentacji Rumunii U-21. W dorosłej reprezentacji zadebiutował 10 sierpnia 2011 w wygranym 1:0 towarzyskim meczu z San Marino, rozegranym w Serravalle.